# 403e division de sécurité
La 403e division de sécurité (en allemand : 403. Sicherungs-Division) était une unité des sicherungstruppen (troupes de sécurité en français) de la Heer au sein de la Wehrmacht.

## Historique
La 403. Sicherungs-Division est formée le 15 mars 1941 à Neusalz dans le Wehrkreis VIII, à partir d'éléments de la 213. Infanterie-Division et de la Division z.b.V. 403.
Elle sert sur les zones arrière des lignes de front du Front de l'Est jusqu'à sa dissolution en mai 1943.

## Organisation

### Commandants
| Date                        | Grade           | Commandant            |
| --------------------------- | --------------- | --------------------- |
| 15 mars 1941 - 15 mai 1942  | Generalleutnant | Wolfgang von Ditfurth |
| 15 mai 1942 - 10 avril 1943 | Generalleutnant | Wilhelm Rußwurm       |

## Théâtres d'opérations
- Allemagne : Mars 1941 - Juin 1941
- Front de l'Est secteur Centre : juin 1941 - Décembre 1942
- Front de l'Est secteur Sud : Décembre 1942 - Mai 1943

## Ordre de bataille
Janvier 1942
- verstärktes Infanterie-Regiment 406
- Wach-Bataillon 705
- III./Artillerie-Regiment 213
- Landesschützen-Regimentsstab 177
- Divisions-Nachrichten-Abteilung 826
- Divisionseinheiten 466

Janvier 1943
- Sicherungs-Regiment 177
- Sicherungs-Regiment 610
- Ost-Reiter-Abteilung 403
- II./Polizei-Regiment 8
- Nachschubeinheiten 493

## Décorations
Des membres de cette division ont été récompensés à titre personnel pour leurs faits de guerre:
- Agrafe de la liste d'honneur : 1
- Croix allemande en Or : 2

### Source
- (en) Samuel W. Mitcham Jr, Hitler's Legions : The German Army Order of Battle World War II, London, Leo Cooper, 1985 (ISBN 978-0880292146)
  - Cet ouvrage comporte quelques erreurs de dates